# Osann-Monzel
Osann-Monzel – miejscowość i gmina w Niemczech, w kraju związkowym Nadrenia-Palatynat, w powiecie Bernkastel-Wittlich, wchodzi w skład gminy związkowej Wittlich-Land. Do 30 czerwca wchodziła w skład gminy związkowej Wittlich-Land.